# 第二次黄循财内阁
第二次黄循财内阁是第十一届新加坡内阁，在2025年5月3日全国大选后组成。总理黄循财于2025年5月21日宣布内阁改组，6个部门更换部长。
该内阁共有9位新人，其中7位是刚在全国大选中当选的议员：
- 梁振伟（英语：David Neo） – 代部长、高级政务部长（新议员）
- 萧振祥（英语：Jeffrey Siow） – 代部长、高级政务部长（新议员）
- 迪内希（英语：Dinesh Vasu Dash） – 政务部长（新议员）
- 朱倍庆 – 政务部长
- 刘洁敏 – 政务部长（新议员）
- 吴培铭 – 政务部长（新议员）
- 周凯年 – 政务部长，2026年2月1日就职
- 吴函燕（英语：Goh Hanyan） – 高级政务次长（新议员）
- 赛义德·哈伦 – 高级政务次长，2025年10月1日就职（新议员）

部长尚穆根、陈振声、王乙康亦受委为统筹部长；原政务部长费绍尔、穆仁理、孙雪玲擢升为高级政务部长，原高级政务次长马炎庆擢升为政务部长；马炎庆和迪内希亦受委为新市长。
除周凯年和赛义德·哈伦外，其余所有部长、高级政务部长和政务部长的任职于2025年5月23日生效，其余所有高级政务次长的任职则于2025年5月29日生效。
此外，共有6人因退出政坛，不再续任政治职务：
- 王瑞杰 – 卸任副总理
- 张志贤 – 卸任国务资政、统筹部长
- 黄永宏 – 卸任部长
- 孟理齐（英语：Maliki Osman） – 卸任部长
- 王志豪（英语：Heng Chee How） – 卸任高级政务部长
- 许连碹（英语：Amy Khor） – 卸任高级政务部长

## 原班阁员
| 职位／部门         | 部长                                                               | 政务部长                                        | 政务次长              |
| ------------------ | ------------------------------------------------------------------ | ----------------------------------------------- | --------------------- |
| 总理公署           | - 黄循财（总理） - 李显龙（国务资政） - 颜金勇（副总理） - 英兰妮  | - 陈国明（高级）                                |                       |
| 文化、社区及青年部 | - 梁振伟（代部长）                                                 | - 刘燕玲（高级） - 迪内希 - 马炎庆              | - 吴函燕（高级）      |
| 数码发展及新闻部   | - 杨莉明                                                           | - 陈杰豪（高级） - 拉哈尤·玛赞 - 刘洁敏         |                       |
| 国防部             | - 陈振声                                                           | - 扎吉哈（高级） - 朱倍庆                       |                       |
| 教育部             | - 李智陞                                                           | - 梁振伟（高级） - 普杰立（高级） - 刘洁敏      | - 赛义德·哈伦（高级） |
| 财政部             | - 黄循财 - 英兰妮（第二部长）                                      | - 萧振祥（高级）                                | - 黄伟中（高级）      |
| 外交部             | - 维文                                                             | - 沈颖（高级） - 颜晓芳 - 周凯年                |                       |
| 卫生部             | - 王乙康                                                           | - 许宝琨（高级） - 陈杰豪（高级） - 拉哈尤·玛赞 |                       |
| 内政部             | - 尚穆根 - 唐振辉（第二部长）                                      | - 费绍尔（高级） - 沈颖（高级） - 吴培铭        |                       |
| 律政部             | - 唐振辉                                                           | - 穆仁理（高级）                                | - 蔡瑞隆（高级）      |
| 人力部             | - 陈诗龙                                                           | - 许宝琨（高级） - 迪内希                       | - 黄伟中（高级）      |
| 国家发展部         | - 徐芳达 - 英兰妮（第二部长）                                      | - 孙雪玲（高级） - 陈圣辉                       | - 赛义德·哈伦（高级） |
| 社会及家庭发展部   | - 马善高 - 李智陞（主管社会服务整合）                              | - 吴培铭 - 周凯年                               | 蔡瑞隆（高级）        |
| 永续发展与环境部   | - 傅海燕                                                           | - 普杰立（高级） - 扎吉哈（高级）               | - 吴函燕（高级）      |
| 贸工部             | - 颜金勇 - 陈诗龙（主管能源、科学和科技） - 傅海燕（主管贸易关系） | - 刘燕玲（高级） - 颜晓芳 - 陈圣辉              |                       |
| 交通部             | - 萧振祥（代部长）                                                 | - 穆仁理（高级） - 孙雪玲（高级） - 马炎庆      |                       |

### 各市区市长
| 市区   | 市长   |
| ------ | ------ |
| 中区   | 潘丽萍 |
| 东北区 | 马炎庆 |
| 西北区 | 任梓铭 |
| 东南区 | 迪内希 |
| 西南区 | 刘燕玲 |